# Festung Passati

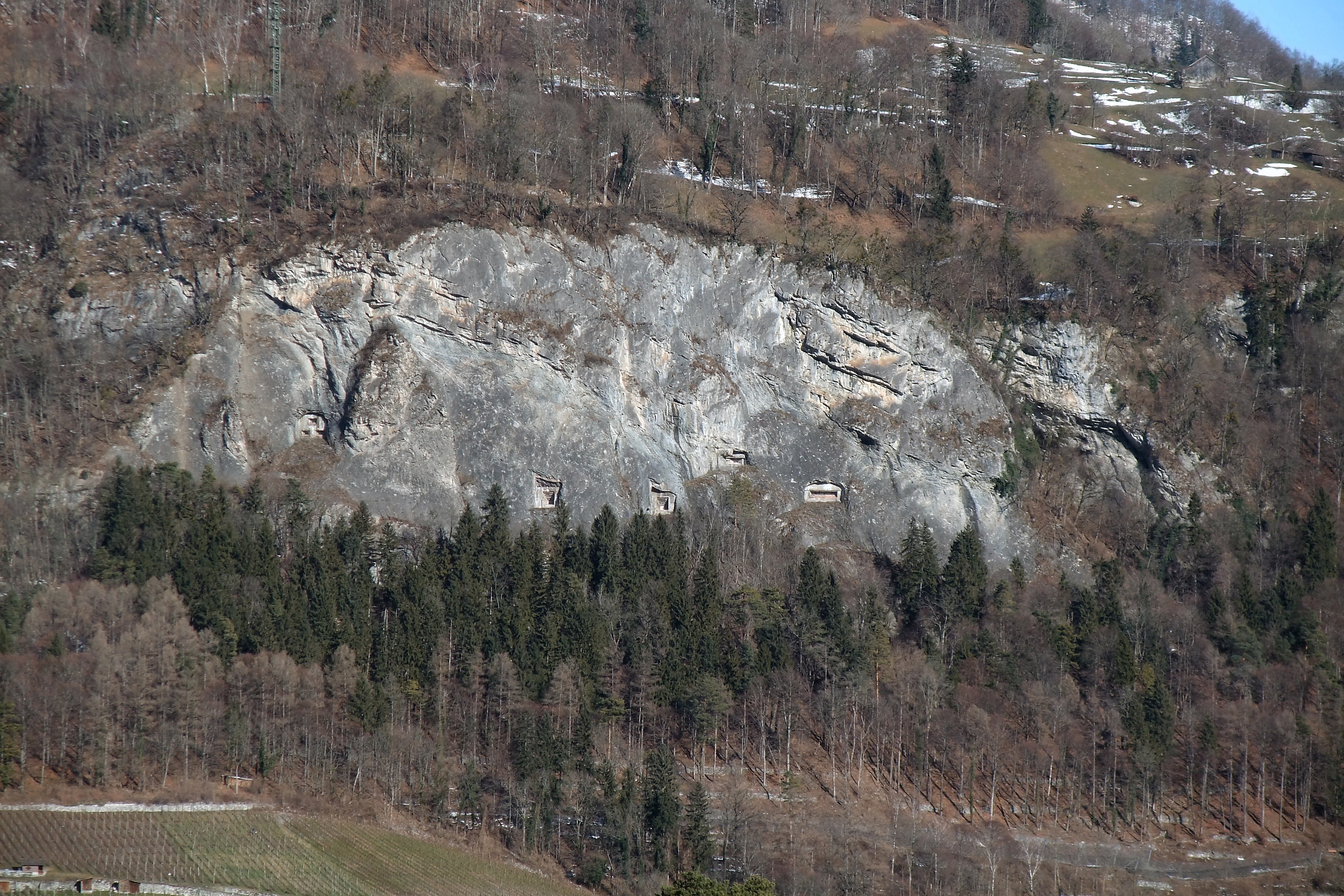
Geschützscharten mit entfernter Tarnung (2013)

Die Festung Passati (Armeebezeichnung A 6375)⊙  ist ein ehemaliges Artilleriewerk der Schweizer Armee im Festungsgebiet Sargans. Sie wurde als Teil der Sperrstelle Seeztal (Seeztalsperre) in der gleichnamigen Felswand direkt über Mels-Heiligkreuz gebaut.

## Artilleriewerk Passati
Das Artilleriewerk Passati wurde im  November 1939 als Gegenwerk zum gegenüberliegenden Artilleriewerk Castels A 6400 geplant, das sich im Hügel Castels auf der südlichen Talseite befindet ⊙. In der Anlage Passati wurde der Kommandoposten der Nordfront Sargans integriert.
Das Felswerk war mit zwei 7,5-cm-Bunkerkanonen 39 sowie fünf Festungsmaschinengewehre Mg 11 als Nahverteidigung bewaffnet, welche von Norden auf die Seeztalsperre und das Vorfeld sowie ins Seeztal hinein wirken konnten. Ein allein stehender Leichtmaschinengewehrstand deckte den Festungseingang. Das Werk wurde bis Mitte 1974 betrieben, zu Beginn von einem Detachement der Festungsartilleriekompanie 32 aus dem Artilleriewerk Castels. Es ging zusammen mit der Festung Furggels in Privatbesitz über.

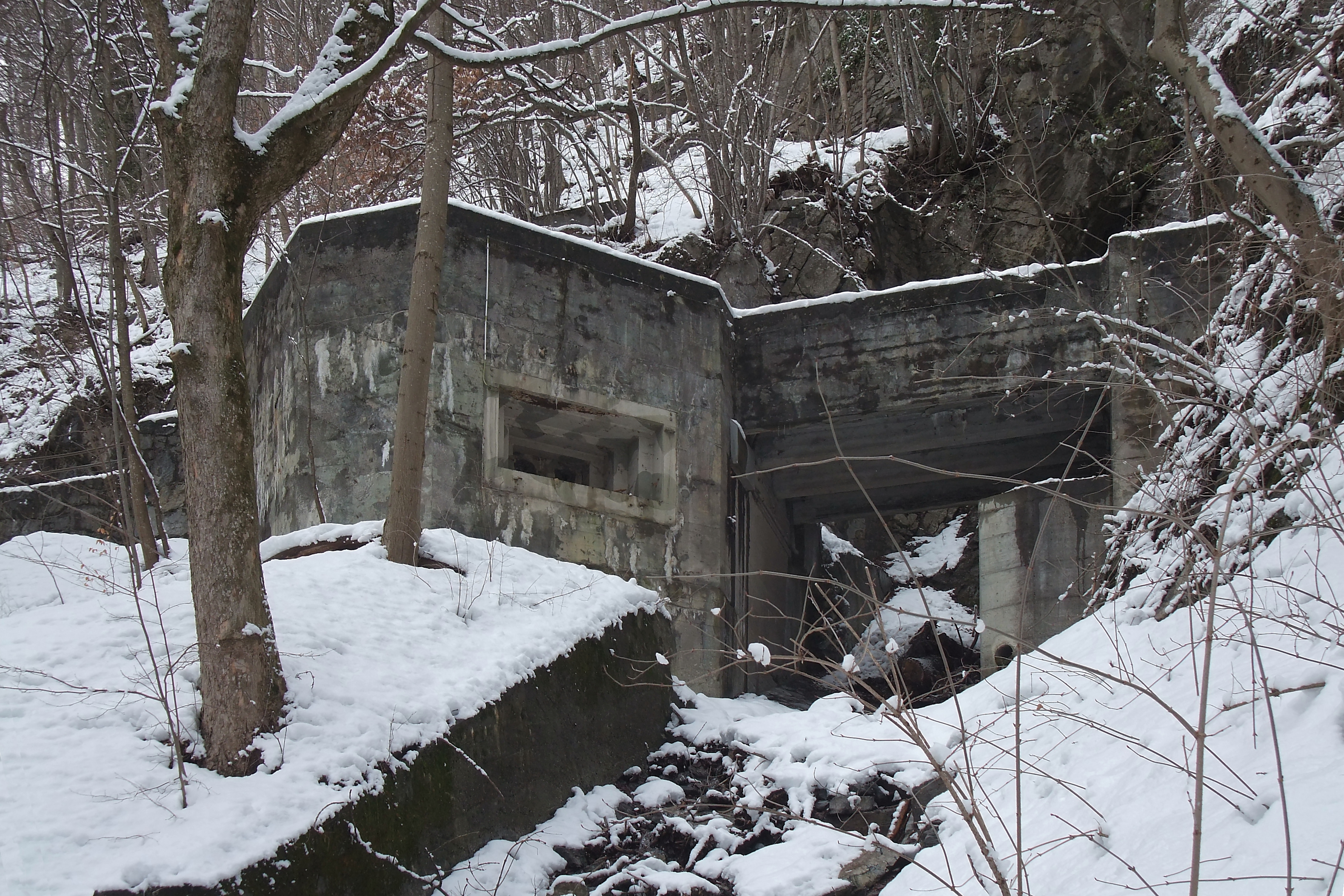
Passati Eingangsbrücke
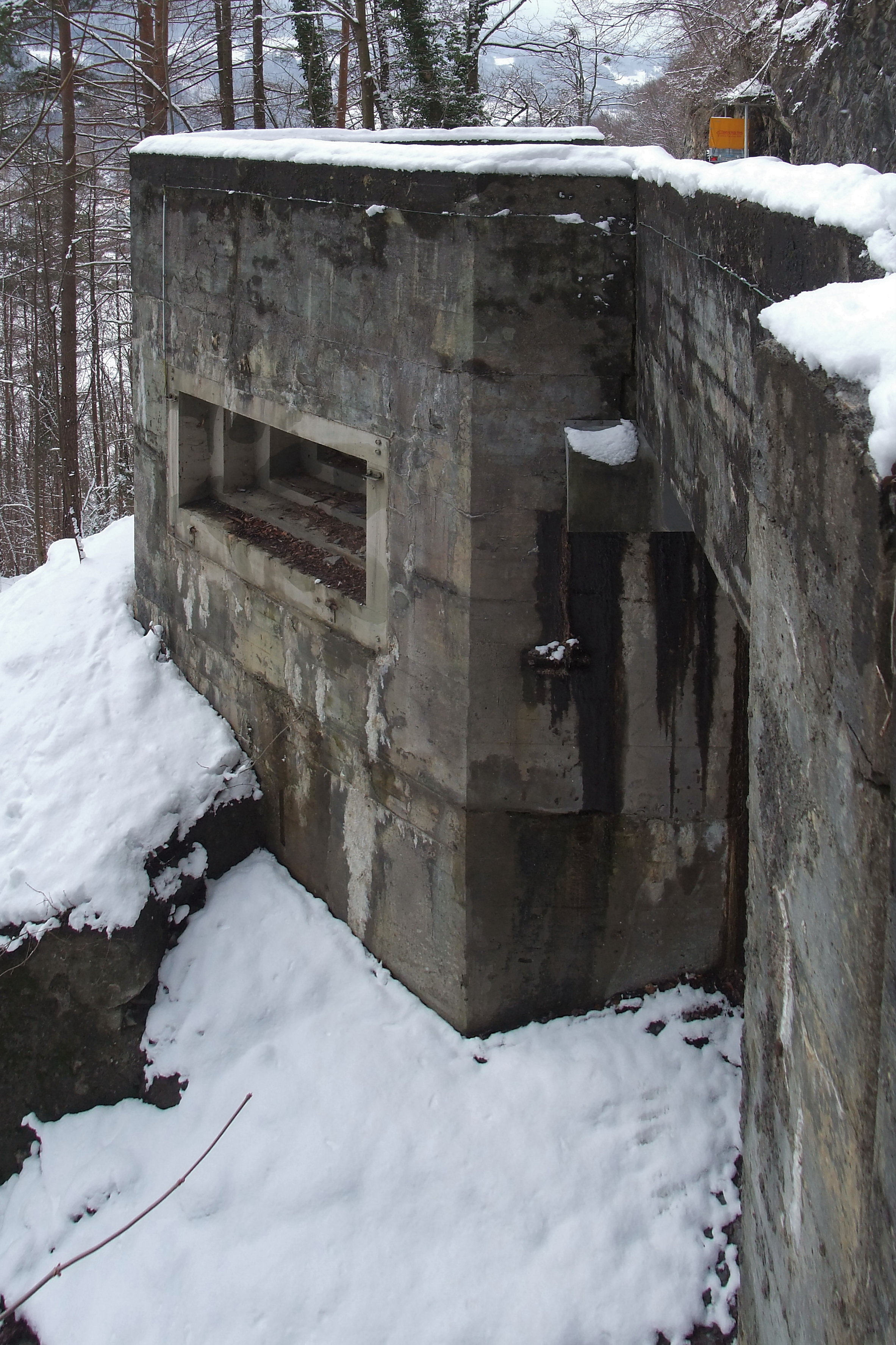
Aussenverteidigung
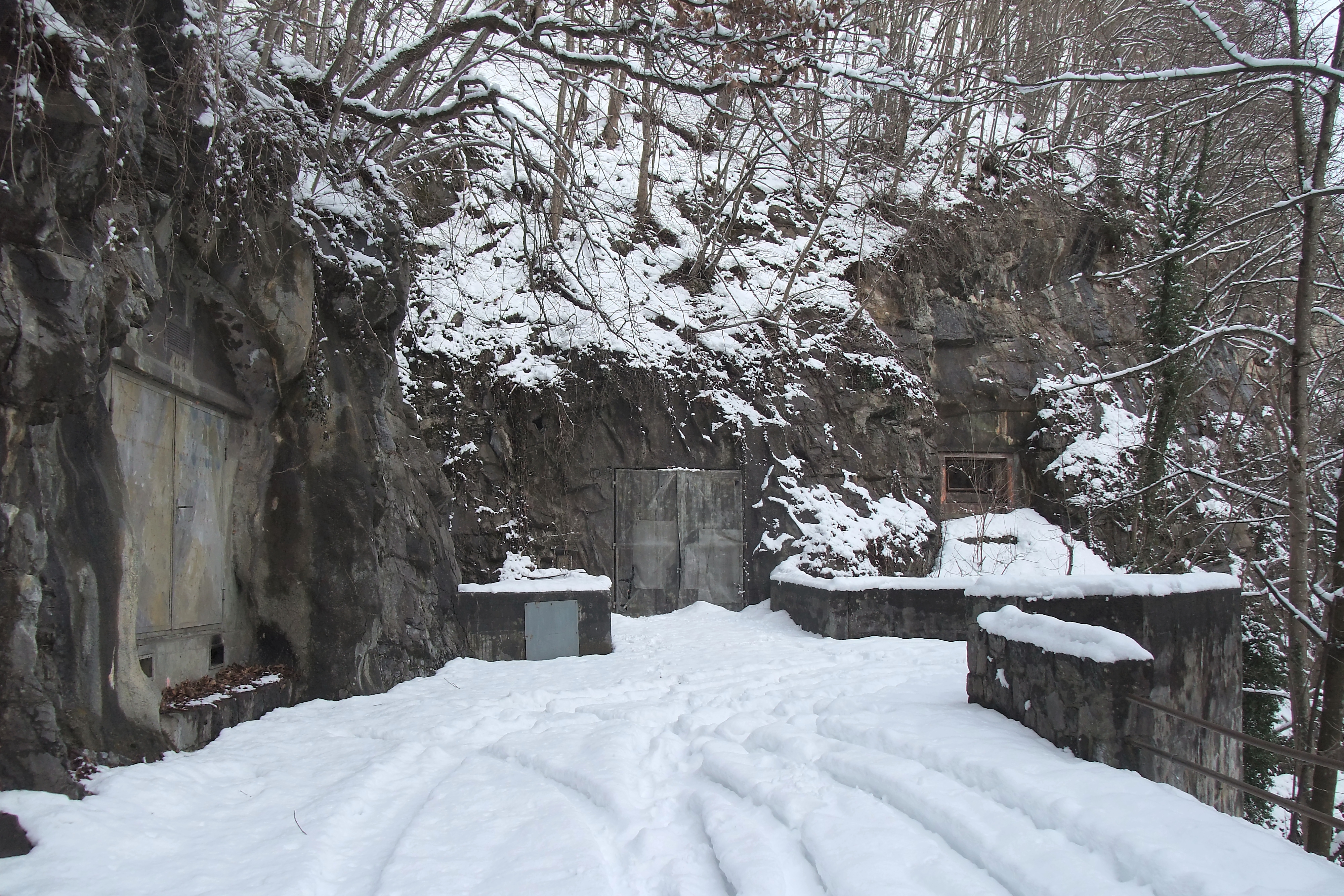
Haupteingang

## Sperrstelle Seeztal
Die Sperrstelle Seeztal (Armeebezeichnung Spst Nr. 1310) verläuft in nordöstlicher Richtung quer durch das Tal der Seez von Mels (Hügel Castels) nach Heiligkreuz und gehört zum Festungsgebiet Sargans. Sie besteht aus den Artilleriewerken Castels und Passati sowie einer Kette von Panzersperren und Bunkern. Diese Anlagen bildeten zusammen den westlichsten Sperrriegel der Festung Sargans. Die Reduitfront der Festung Sargans verlief von den Churfirsten zur Alvierkette. Der Nideri-Pass, der das obere Toggenburg und die Grabser Voralp mit dem Seeztal verbindet, wurde mit dem Stützpunkt IW Nideri (243 Mann, Geb Gz Kp VI/283) gesichert.
Das Geländepanzerhindernis mit seinen Infanteriebunkern hatte das Seeztal zwischen den Artilleriewerken Castels A 6400 und Passatiwand A 6375 gegen einen  Durchmarsch Richtung Walensee zu sperren.

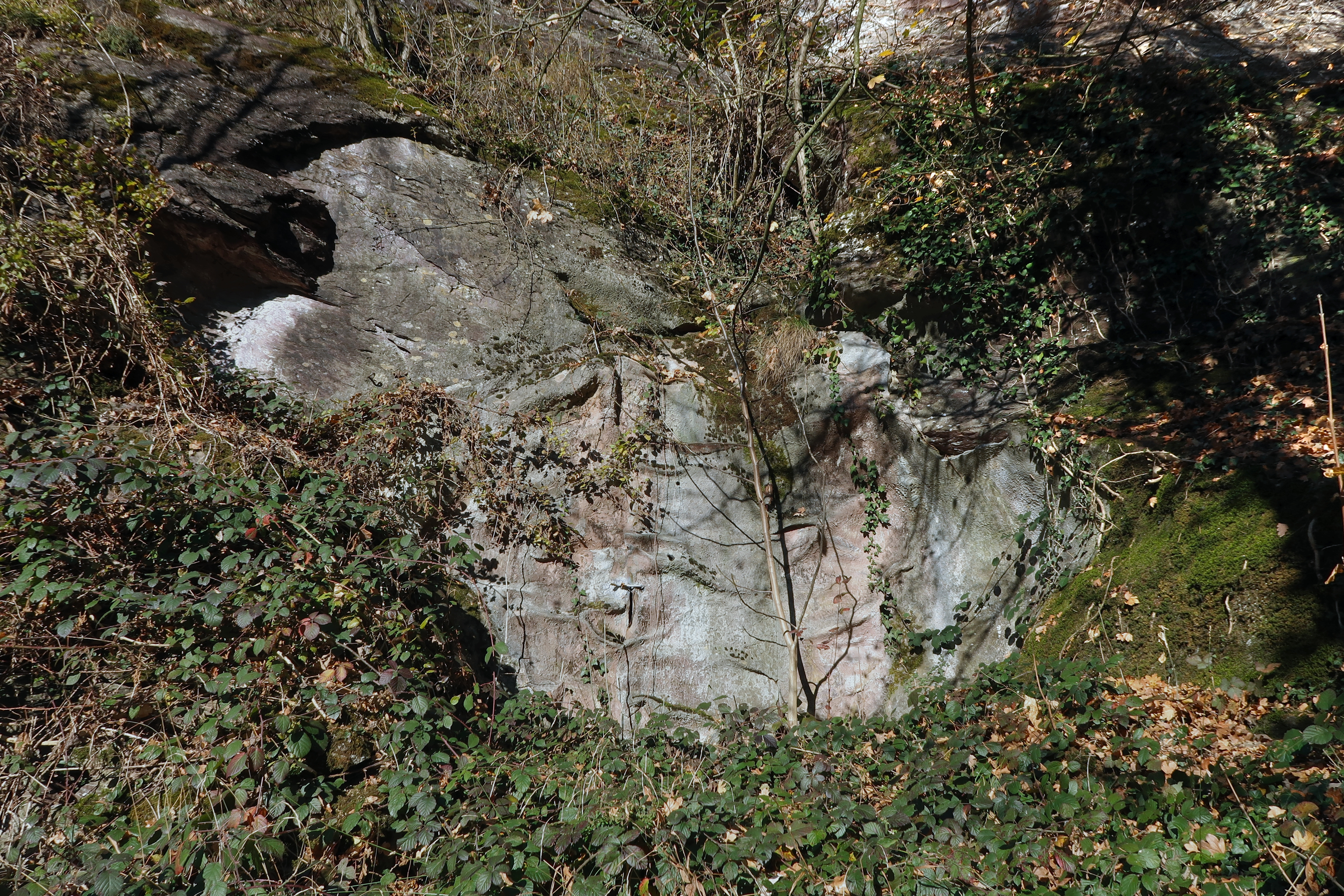
Infanterie KP Tierget A 6445

- Geländepanzerhindernis GPH Mels-Heiligkreuz ⊙ ⊙ ⊙
- Infanteriebunker Rebberg A 6378: Maschinengewehr (Mg), Beobachter (Beob) ⊙
- Infanteriebunker Heiligkreuz A 6379: Bunkerpanzerabwehrkanone (Pak 50/57), Mg, Beob ⊙
- Infanteriebunker Heiligkreuz A 6380: ursprünglich Infanteriekanonenschild (Ik-Schild), später 9-cm-Panzerabwehrkanone (Pak) ⊙
- Infanteriebunker Heiligkreuz Nord A 6381: Mg, Beob ⊙
- Infanteriebunker Erzweg A 6382: zwei Leicht Maschinengewehre (Lmg) ⊙
- Unterstand Heiligkreuz A 6383: abgebaut
- Infanteriebunker Heiligkreuz Süd A 6384: 2 Mg, Beob, abgebaut
- Infanteriebunker Runggalina A 6412: BPak, Mg, Beob ⊙
- Infanteriebunker Runggalina A 6413: Mg, Beob
- Infanteriebunker Runggalina A 6414: BPak, Beob
- Unterstand, KP Plons A 6415: Unterkunft für 12-cm-Minenwerfer (Mw)-Besatzung, später Bataillonskommandoposten
- Infanteriebunker Lisbeth A 6416: Lmg, abgebaut
- Infanterie KP Tierget A 6445 ⊙
- Unterstand und Minendepot Tierget A 6446 ⊙
- Sanitätsbunker Reschu 4 A 6450
- Sanitätsbunker Reschu 5 A 6451
- Sanitätsbunker Reschu 6 A 6452
- Sanitätsbunker Reschu A 6453
- drei 12-cm-Mw-Stellungen Plons: abgebaut
- Kaverne Ochsenboden A 6460
- Infanteriewerk (IW) Nideri A 6461 (in Bergstation Z401/MSB99 integriert)[4] ⊙
- Infanteriewerk Nideri Ost A 6462
- Militärseilbahn Lüsis–IW Nideri Z401/MSB99 ⊙
- Grünhag – Lerchenplatte – Palfries MSB94 ⊙
- Ragnatsch – Palfries Z402/MSB107 ⊙

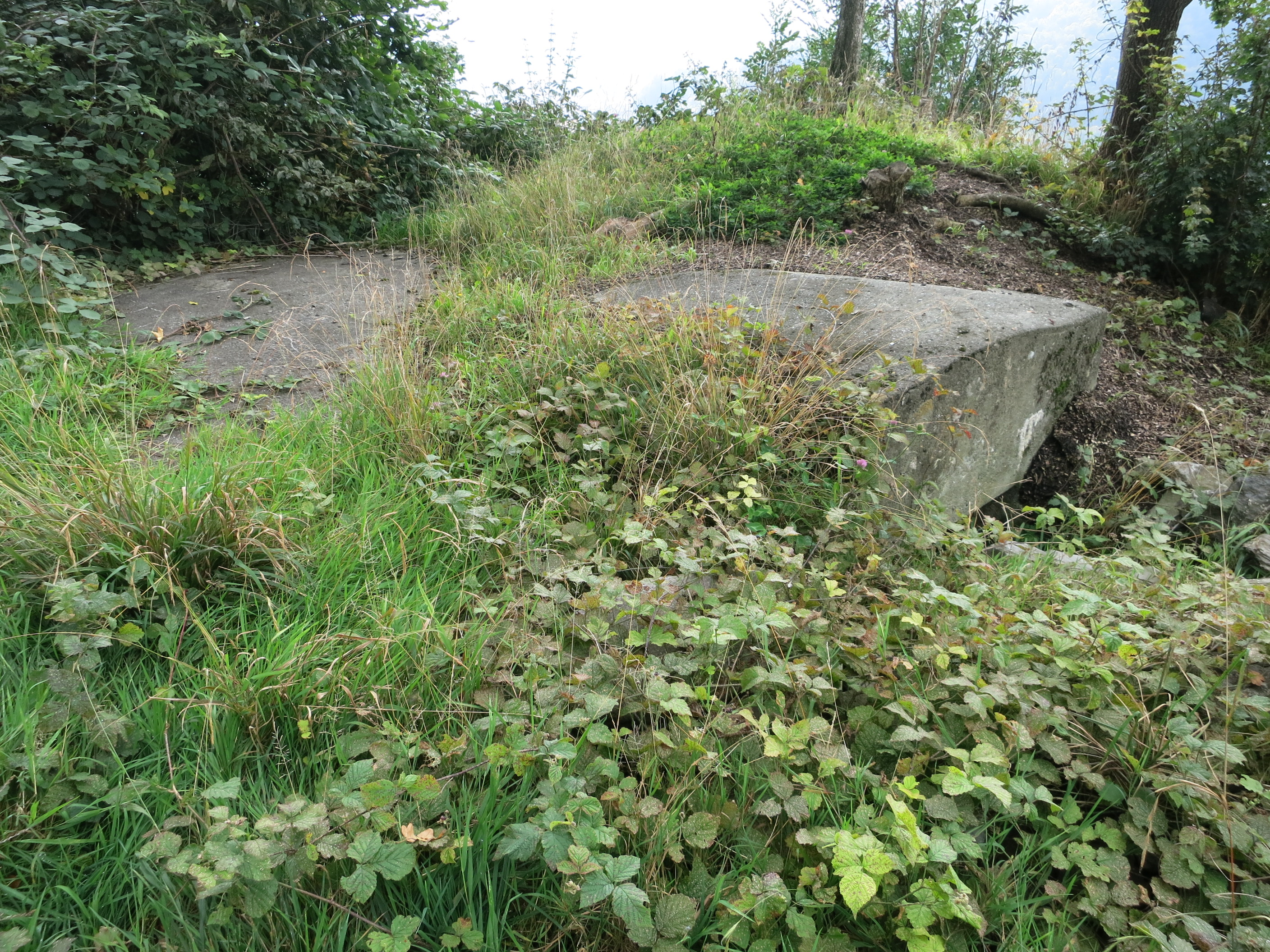
Bunker Erzweg
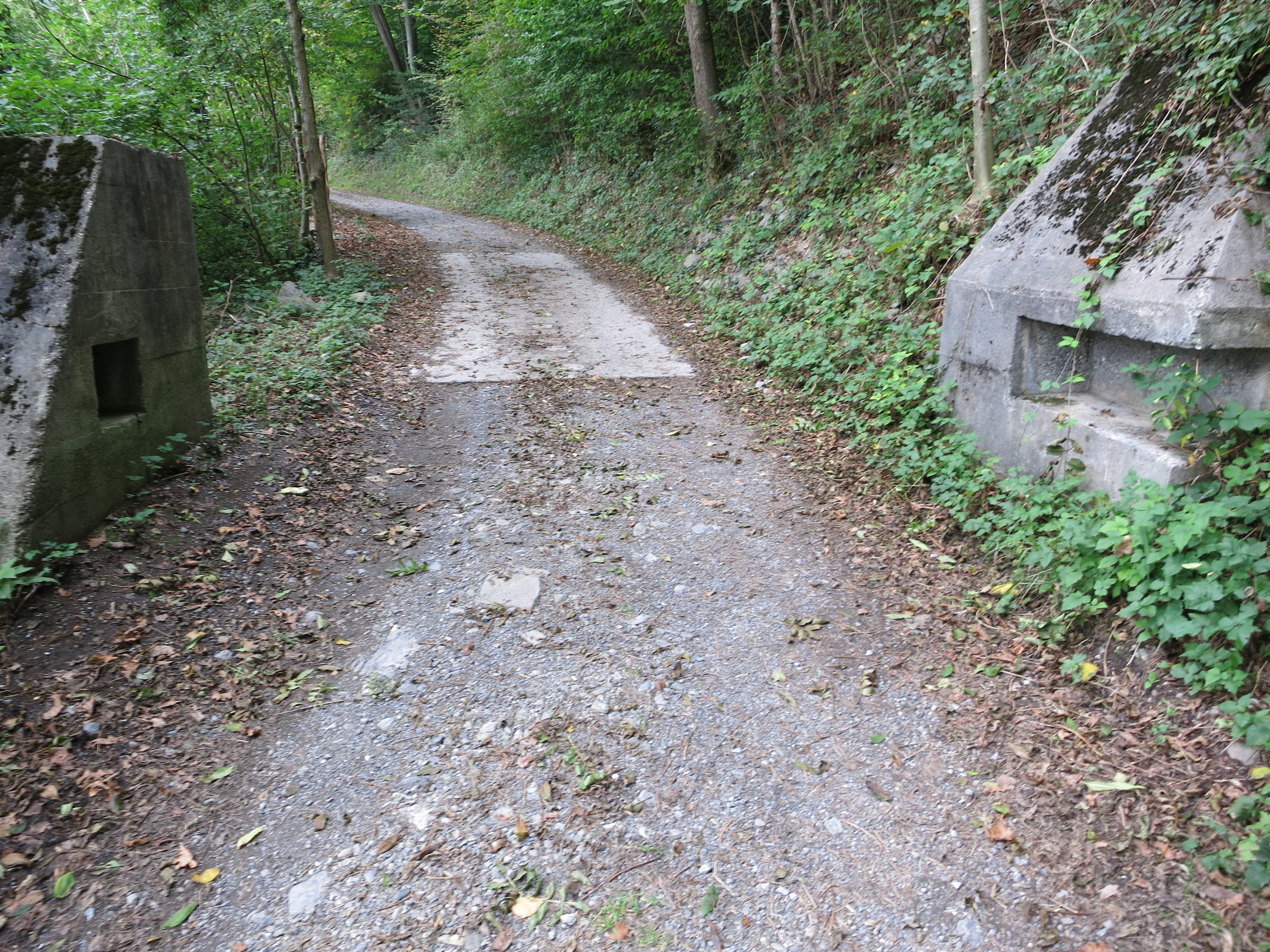
GPH Erzweg
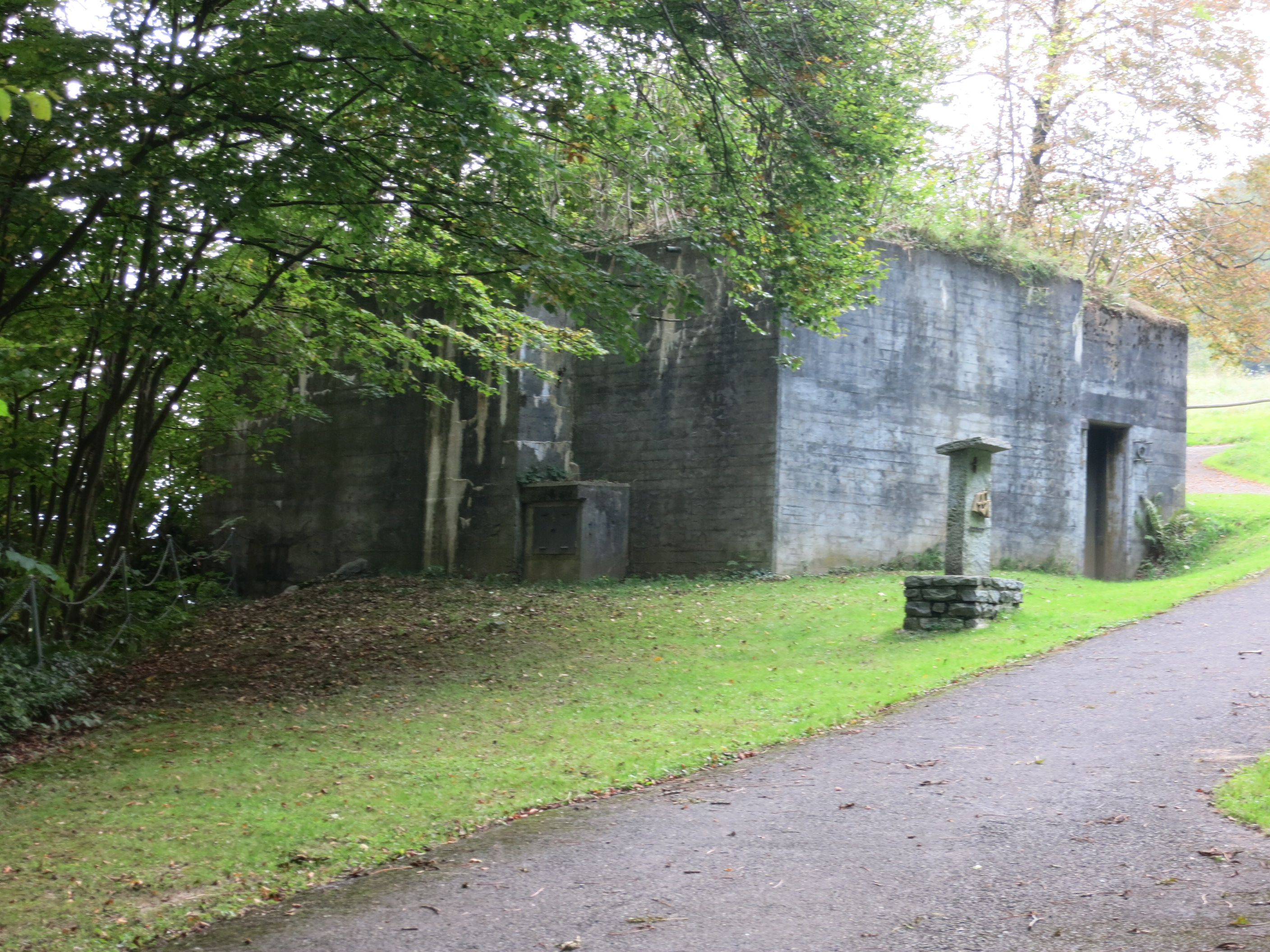
Infanteriebunker Runggalina

## Pro Festungswerke Seeztal-Alvier
Die Organisation besitzt die Anlagen Infanteriewerk Heiligkreuz A 6379 und Infanteriewerk Lavadarsch A 6065 (Sperrstelle Schollberg 1306).